# Illumos
illumosは一部が自由かつオープンソースなUnixオペレーティングシステムである。illumosはOpenSolarisをベースとしており、オラクル (企業)がOpenSolaris開発を終了した後の2010年から開発されている。illumosはカーネル、デバイスドライバ、システムライブラリ、そしてシステム管理用ユーティリティソフトウェアから構成され、Linuxカーネルが様々なLinuxディストリビューションで使われるように、illumosの中核部は様々なオープンソースillumosディストリビューションのベースとなっている。

## 名前
illumosのメンテナーはillumosと冒頭を大文字にせず全て小文字で表記しているが、これはコンピュータフォントの中には小文字のLと大文字のiを明確に区別できないものが存在するからである（ホモグリフを参照）。illumosという名前は、ラテン語で光を表す単語のilluminareと、Operating SystemのOSを合わせたものである。

## 歴史と開発

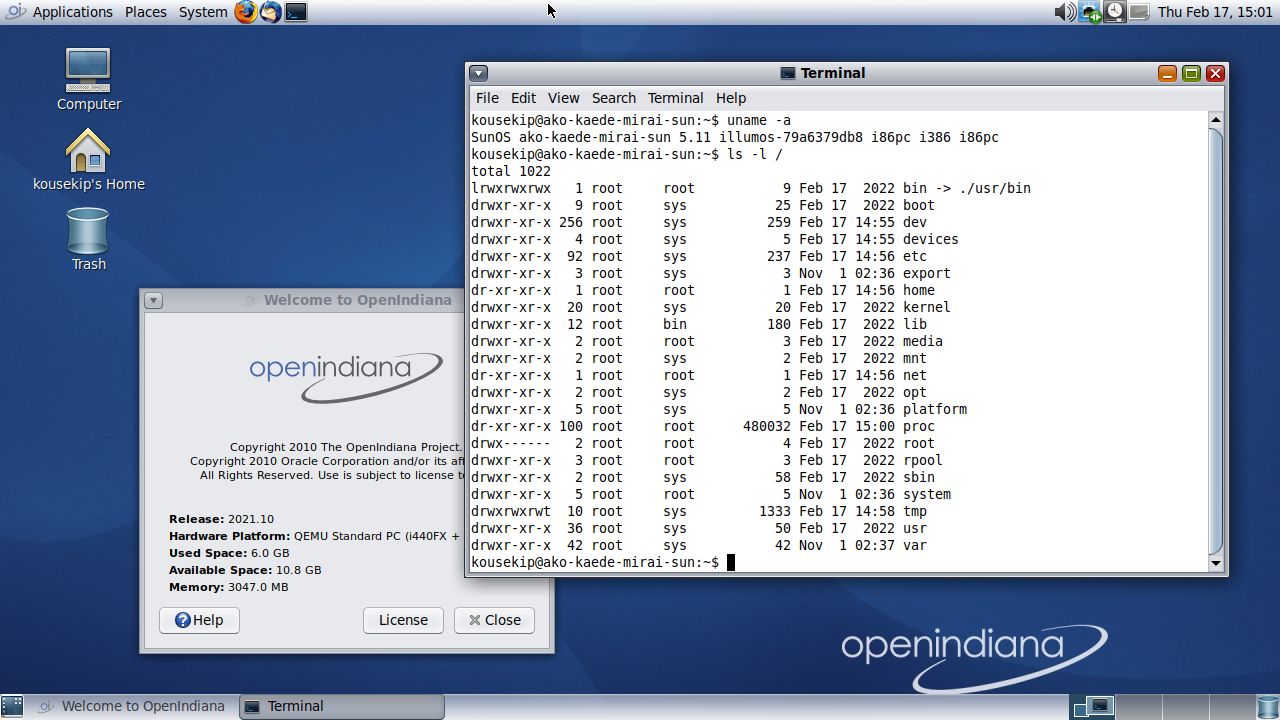
The OpenIndiana operating system is one of many Illumos distributions.

illumosは2010年8月3日のウェビナー上で、Solarisの中核的な技術者集団によりOpenSolarisのクローズドソースの部分をオープンな実装に置き換えることで真にオープンソースなSolarisを開発しようというコミュニティ活動として発表された。OpenSolaris自体はSystem V Release 4 (SVR4)とBerkeley Software Distribution (BSD) をベースとしている。
当初の計画では、illumosはディストリビューションやフォークにはならないと明言されていた。だがオラクルがOpenSolarisの打ち切りを発表した後、Solaris ONカーネルの最終バージョンをillumos独自のカーネルとして発展させるためフォークすることが計画された。クローズドでプロプライエタリなコードを含まずにSolarisライクなOSを作成するため、2010年時点においてはlibc、NFSロックマネージャ、暗号化モジュール、そして多数のデバイスドライバに労力が割かれた。2012年時点においては旧来のコンパイラであるStudioからGCCへの移行するなどに力が注がれた。現在、illumosの「ユーザーランド」ソフトウェアはGNU makeでビルドされ、それらのソフトウェアにはGNU tarなどのGNUユーティリティが多く含まれている。ある時点において、illumosは創設者であるGarrett D'Amoreと、Bryan CantrillやAdam Leventhalといった他のコミュニティメンバーや開発者からなる開発者評議会 (Developers' Council) によって緩やかに率いられていた。
2019年時点において、第一の開発プロジェクトであるillumos-gateは、Solarisのカーネル、ドライバ、中核的なライブラリ、および基本的なユーティリティを含むOS/Net（ONとして知られている）の派生であり、これらはBSDの "src" ツリーで提供されているものと同様である。元々はOpenSolarisのOS/Netに依存していたが、オラクルがSolarisの開発を黙ってクローズし、OpenSolarisプロジェクトを非公式に終了させたのちにフォークされた。

## 特徴
- ZFS：非常に大容量なストレージのための高いデータ完全性を提供する、統合論理ボリュームマネージャを兼ね備えたファイルシステム。
- Solaris Containers（英語版）（またはZones）：x86およびSPARCシステムのための低オーバーヘッドなOSレベル仮想化技術[要説明]。
- DTrace：カーネルやアプリケーションの問題を運用中のシステムにおいてリアルタイムで解決するための包括的な動的トレースフレームワーク。
- Kernel-based Virtual Machine (KVM)：仮想化基盤。ハードウェア仮想化支援技術を有するプロセッサにおいてネイティブ仮想化が可能。
- OpenSolaris Network Virtualization and Resource Control（またはCrossbow）：内部ネットワーク仮想化とQoSを提供する機能のセット。仮想NIC (VNIC) 疑似ネットワークインタフェース技術、排他的IPゾーン、帯域マネージメント、インタフェース単位またはVNIC単位のフロー制御が含まれる。

## ディストリビューション
illumos.orgに列挙されたディストリビューションを以下に示す：
- DilOS：Debianパッケージマネージャ（dpkg + apt）と仮想化をサポートする。x86-64およびSPARCで利用可能[22]。
- NexentaStor：仮想化、ストレージエリアネットワーク (SAN)、ネットワークアタッチトストレージ (NAS)、およびZFSファイルシステムを用いるiSCSIやファイバーチャネルアプリケーションに最適化されたディストリビューション。
- OmniOS Community Edition：サーバークラスのシステムのための最小限パッケージのディストリビューション[23]。
- OpenIndiana：OpenSolarisオペレーティングシステムのフォークであり後継であるとされているディストリビューション。
- SmartOS（英語版）：KVMによる統合を用いたクラウドコンピューティングのためのディストリビューション。
- Tribblix：現代のコンポーネントを搭載したレトロスタイルディストリビューション。x86-64とSPARCで利用可能[24]。
- v9os：サーバ限定で、IPSベースの最小SPARCディストリビューション[25]。
- XStreamOS：インフラ、クラウド、およびウェブ開発のためのディストリビューション[26]。

開発終了したディストリビューションを以下に示す：
- Dyson：libcとService Management Facility（英語版） (SMF) initシステムを利用するDebian派生。
- OpenSXCE：IA-32/x86-64 x86プラットフォームとSPARC用の開発者とシステム管理者向けディストリビューション[27]。

## Illumos Foundation
illumos Foundationは2012年にカリフォルニア州で501(c)(6)業界団体として法人組織化され、Jason Hoffman（元Joyent）、Evan Powell（ネクセンタ・システムズ）、Garrett D'Amoreが理事を務めた。2024年現在、illumos Foundationはカリフォルニア州において「解散」状態となっている。